# Centro Paranaense Feminino de Cultura
Centro Paranaense Feminino de Cultura é uma instituição que visa desenvolver ações culturais e a representatividade da mulher paranaense.
No ano de 1933 as senhoras: Dra. Ilnah Secundino, Dra. Rosy de Macedo Pinheiro Lima, Deloé Scalko, entre outras, movimentaram-se na criação de uma entidade para promover reuniões com a intelectualidade feminina a fim de que suas associadas pudessem participar de cursos de idiomas e de arte, aprender puericultura e desempenho social, além, é claro, de derrubar barreiras impostas as mulheres na época. Nasce, assim, no dia 5 de dezembro deste ano o Centro Paranaense Feminino de Cultura que é considerada a mais antiga instituição cultural independente de Curitiba.
Sua primeira presidente foi a Dra. Rosy de Macedo Pinheiro Lima, primeira brasileira a conquistar o título de doutor em direito e a primeira mulher a ocupar assento na Assembléia Paranaense, demonstrando, assim, o perfil das suas associadas.
Atualmente o Centro Paranaense Feminino de Cultura esta localizado, em sua sede própria, na Rua Visconde do Rio Branco, n° 1717, em três andares do edifício “Times Square”. A entidade oferece para suas associadas e a comunidade um teatro com platéia para 105 espectadores, um auditório com 80 lugares e uma biblioteca com acervo de aproximadamente 3.500 títulos e 7.000 volumes, destacando 1.800 títulos de autores paranaenses, além de livros raros, documentação, atas de reuniões e livros para empréstimo.